# 千年医師物語 〜ペルシアの彼方へ〜
『千年医師物語 〜ペルシアの彼方へ〜』（せんねんいしものがたり ぺるしあのかなたへ、原題：Der Medicus、英題：The Physician）は2013年のドイツ映画。世界中で2100万部以上を売り上げたノア・ゴードンのベストセラー小説の映画化作品。

## キャスト
- ロブ・コール：トム・ペイン
- イブン・シーナ：ベン・キングズレー
- 理髪師：ステラン・スカルスガルド
- シャー（ペルシア語版）：オリビエ・マルティネス
- レベッカ：エマ・リグビー
- クリム：エリアス・ムバレク
- マーディン：マイケル・マーカス
- 学校の監督者ダブー：ファーリ・オーゲン・ヤルディム
- ：マクラム・J・フーリ
- ：スタンリー・タウンゼント
- ：エミル・マルヴァ
- ：マーティン・ハンコック

## スタッフ
- 監督：フィリップ・シュテルツェル
- 製作：ウルフ・バウアー、ニコ・ホフマン、ヤン・モイト、クリストフ・ムーラー
- 製作総指揮：セバスティアン・ヴェルニガー
- 原作：ノア・ゴードン『ペルシアの彼方へ（上・下） 千年医師物語Ｉ』（訳：竹内さなみ、角川文庫）
- 脚本：ヤン・ベルガー
- 撮影：ハーゲン・ボグダンスキー
- 衣装：トマス・オラー
- 編集：スヴェン・ブデルマン
- 音楽：インゴ・フレンツェル